# Coito ergo sum
Coito ergo sum è il settimo disco della band di rock demenziale italiana Prophilax, uscito nel 2008.

## I brani
Il disco si apre con Vivi e lascia chiavare, seguito da Clero...ttura de cojoni, dai toni power metal, brano in cui viene trattata l'opposizione del gruppo nei confronti delle scelte della Chiesa. Silicojone, invece, mira a denunciare il degrado del ruolo femminile nella televisione italiana.
In Mandami in radio col beep, ironicamente autocensurata, vengono condannate quelle canzoni trasmesse alla radio e in televisione aventi solo un fine commerciale. Nella seguente Big Bamboo è presente un duetto tra Ceppaflex e la corista Tizianal (Tiziana Giudici) su base funk.
Frate 'Nkiappetto, caratterizzata da uno stile che richiama lo speed metal dei più conosciuti Motörhead, tratta la tendenza di cedere alla tentazione del piacere carnale talvolta presente nell'ambiente ecclesiastico  (evidente è il riferimento allo scandalo di Padre Fedele, da cui la canzone traeva inizialmente il titolo). In Altri cazzi, stessi culi emerge una certa voglia di ribellarsi ad una società che opprime sempre più, mentre in Stronzemon troviamo una parodia dei Pokémon. Diverse spillette rappresentanti gli Stronzemon sono in vendita durante i concerti del gruppo.
A seguire troviamo Casa chiusa, nella quale si chiede a gran voce l'abolizione della legge Merlin sulla regolamentazione della prostituzione, e la provocatoria Me scarico tutto, che parla di pirateria informatica. Nel brano S.P.E.R.M.A. viene goliardicamente consigliato di dissetarsi con il seme maschile per salvaguardare, grazie ai suoi effetti benefici, il proprio aspetto. Gli ultimi due pezzi dell'album sono Figli di cani, nel quale viene contestato il comportamento dei vigili urbani, e Vivo col gay, in cui si prendono posizioni di contrasto all'omofobia.

## Contenuto
Rispetto ai lavori precedenti della band, questo disco affronta tematiche più sociali e meno goliardiche/pornografiche (tranne che per poche canzoni), mentre per quanto riguarda la formazione è da segnalarsi il triplice ruolo (chitarre, bassi e tastiere) in fase di registrazione di Ludovico Sbohr Piccinini.
Musicalmente si tratta di un disco un po' più omogeneo ed "heavy" dei precedenti e conta 24 tracce, di cui circa la metà sono dedicate a siparietti introduttivi recitati.
Oltre a quella del cantante-fondatore Fabio Pinci, in alcune tracce è presente la voce femminile di Tiziana Giudici, talvolta impiegata in veri e propri duetti (Ti ano, Vivo col gay, Big Bamboo).
Il disco è stato presentato ad un concerto a Roma presso la discoteca Alpheus (oggi Planet) il 7 marzo 2008, preceduto da due brani in anteprima sul MySpace della band: Silicojone e Mandami in radio col beep. Entrambi i pezzi sono stati trasmessi dall'emittente Radio Rock. Nella scena d'apertura del videoclip di Mandami in radio col beep compare Sabina Guzzanti, fan del gruppo romano.

## Tracce
1. Ascoltate questo – 2:22
2. Vivi e lascia chiavare – 4:44
3. Clero...ttura de cojoni – 3:49
4. Un colloquio particolare – 2:02
5. Silicojone – 5:18
6. Scambio di consonante – 1:20
7. Ti ano – 4:00
8. Mandami in radio col beep – 4:39
9. Abdul svolta a destra – 0:51
10. Big Bamboo – 4:13
11. Una strana confessione – 2:15
12. Frate 'nkiappetto – 4:34
13. Altri cazzi, stessi culi – 4:50
14. Marino dal giocattolaio – 1:52
15. Stronzemon – 4:04
16. Menu della casa chiusa – 0:53
17. Casa chiusa – 4:10
18. Me scarico tutto – 5:18
19. Spot da bere – 0:48
20. S.P.E.R.M.A. – 5:00
21. Corchiamo la vigilessa – 1:57
22. Figli di cani – 3:57
23. Vivo col gay – 4:38
24. Una nuova legge del cazzo – 2:12

## Formazione
- Fabio Ceppaflex Pinci  - voce
- Ludovico Sbohr Piccinini  - chitarra, basso e tastiere
- Lorenzo Fregnex Gentile / David Spermon Folchitto - batteria
- Tiziana Tizianal Giudici -  cori e voce addizionale
- Christian Sventrakul Ice - fonico e produttore